# Bugenyuzi
Bugenyuzi è un comune del Burundi situato nella provincia di Karuzi con 81.938 abitanti (censimento 2008).

## Geografia antropica

### Suddivisioni amministrative
Il comune è suddiviso in 25 colline.